# Дінамікуш
Уш Дінамікуш Фолья Феде або просто Дінамікуш (порт. Os Dinâmicos Folha Fede) — футбольний клуб з містечка Фолья Феде в районі Мі-Зочі на острові Сан-Томе, в Сан-Томе і Принсіпі. 

## Історія
У 2001 році Дінамікуш зайняв четверте місце в чемпіонаті острова Сан-Томе, у 2003 році команда зайняла останнє місце та вилетіла до Другого дивізіону. У 2006 році клуб з Фолья Феде посів одинадцяте місце серед чотирнадцяти команд-учасниць в чемпіонаті,, а з 2010 році команда грає у Другому дивізіоні.
Дінамікуш ніколи не був національним чемпіоном, чемпіоном острова або володарем кубків. Починаючи з 2014 року клуб не виступає в жодних змаганнях.